# 리드 헤이스팅스

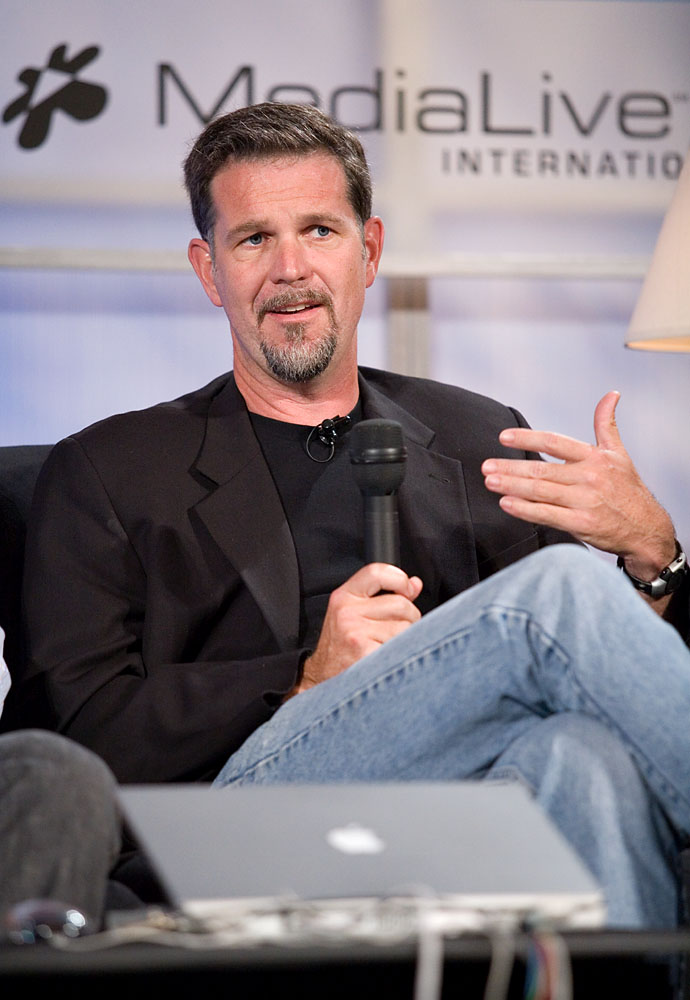

리드 헤이스팅스(Wilmot Reed Hastings, Jr., 1960년 10월 8일 ~ )은 미국의 기업인이다. 넷플릭스의 회장, CEO이며, 페이스북을 비롯한 여러 비영리재단 이사회 멤버로 있다.

## 생애
매사추세츠주 보스턴에서 태어났다. 보든 대학교에서 수학을 전공하고, 1983년부터 1985년까지 미국 평화 봉사단 소속으로 아프리카 스와질랜드의 고등학교에서 수학을 가르쳤다. 이후 스탠퍼드 대학교에서 컴퓨터 과학으로 석사 학위를 받았다.
1991년 첫 번째 회사인 퓨어 소프트웨어를 설립했으나, 1997년 아트리아 소프트웨어사에 피인수 후 회사를 떠난다.
1998년 마크 랜돌프와 함께 넷플릭스를 설립한다. 비디오와 DVD를 택배나 우편으로 배달하는 사업으로 시작, 2007년 인터넷 스트리밍 서비스로 확장했으며, 2013년 하우스 오브 카드를 시작으로 드라마를 직접 제작하는 일까지 하고 있다.